# 灰头银嘴文鸟属
灰头银嘴文鸟属（学名：Odontospiza）是梅花雀科下的一个属。

## 下属物种
本属包括以下物种：
- 灰头银嘴文鸟 Odontospiza caniceps (Reichenow, 1879)